# Cobia
Cobia è un comune della Romania di 3 194 abitanti, ubicato nel distretto di Dâmbovița, nella regione storica della Muntenia.
Il comune è formato dall'unione di 10 villaggi: Blidari, Călugăreni, Căpșuna, Cobiuța, Crăciunești, Frasin-Deal, Frasin-Vale, Gherghițești, Mănăstirea, Mislea.